# カワサキ・Z1-R/Z1R-II
カワサキ・Z1-R（ゼット〈ズィー〉ワン-アール）およびZ1R-II（ゼットワンアール-ツー）は、川崎重工業が製造・販売していた総排気量1000ccクラスのオートバイである。

## 概要
Z1-R はメディアの予想に反し好調な販売成績を残したが、逆にZ1R-II は2年間の販売で総計5000台に達しなかった。これは、同年発売の Z1000MKII がZ1R-II より廉価で、なおかつほぼ同等の動力性能を持っていたのと、Z1000MKIIのほか、ツーリング目的のZ1300（6気筒車）やZ1000ST（シャフトドライブ）も発売され、さらに1980年モデルでZ1R-IIより出力の高いZ1000Fuel Injection（Z1000H、燃料噴射装置つき）の登場で存在意義が失われた。欧州市場にはリコール問題の影響もあってイギリス・ドイツ等の大需要国への販売を行わなかった、などの理由による。
1980年、エンジンの徹底的な見直しと新製フレームを持つ1981年モデルのZ1000 (J) が発売され、Z1から出発したエンジン / フレーム構成は完全に姿を消し次世代へ移行したが、発売後数十年経過しても根強い人気があり、多くの車両が逆輸入され高値で取引されているモデルである。

## Z1-R
カワサキの1リッタークラスには、カワサキ・900super4/Z900(Z1)のモデルチェンジのZ1000が存在していたが、多様なニーズに対応するため、派生車種として当時流行していたカフェレーサーイメージを持つタイプが開発された。その結果1978年モデルとして投入されたのがこのZ1-R（KZ1000-D1）である。
従来の曲線を多用したスタイルは一変し、直線を基調としながらも微妙な曲線美を持つ日本刀をイメージさせるもので、敢えてカラーリングも金属感を強調したメタリックスターダストシルバー1色のみの設定とした。車名には「Z1」の二文字を復活させ、エンジン塗色も初期のZ1と同じ黒を奢った。
カワサキ初のアルミキャストホイールや大容量膨張室を持った“4 in 1”集合管を装着し、ビキニカウリング内にはスピード/回転計のほか、燃料計と電流計が備えられ、方向指示器にはオートキャンセル機構が付加されるなど、装備品類にもコストを掛けた。
エンジンの基本ブロックは1978年モデルのZ1000（KZ1000-A2）のそれと同一だが、大径キャブレターの採用等により出力90ps（Z1000は83ps）を発揮し、スペシャルモデルとしての差別化を図った。（北米仕様に装備される加速ポンプは排ガス対策によるセッティングの希薄の為におこる息つきを補正するための物）
この時期、急激な円高となり各社ともに一斉に値上げが行われたうえに、もともとベースモデルのKZ1000-A2よりも高い価格設定だったこと、また、この年に発売された競合各社の1リッタークラスとの性能比較では必ずしも良い成績を残すことができなかったこと、さらにはベースモデルのKZ1000-A2のフレーム構成のままで18インチ化したことにより前輪にまつわるリコール騒ぎなど、ハンドリング欠陥、数々のマイナス要因を抱えていたにもかかわらず、全世界で1万5,000台以上を売り上げることとなった。
このZ1-R発売の翌年は日本の競合各社が1リッタークラスに新型車を続々投入したが、メディアによるテスト記事には「Z1-Rより速い」、「スタイリングの斬新さはZ1-Rに劣る」などZ1-Rを比較対象とした表現があふれ、あらゆる面においてのベンチマークとなった
現地プロデュースによる派生モデルとしてフランスにZ2-R（カラーリング変更）、ドイツにZ1000S（ビッグタンク、4本マフラー装備、北米向けプロダクションレーサーKZ1000S1とは無関係）、アメリカにZ1-RTC（ターボ装着）が存在する。

## Z1R-II
1977年発売の（1978年モデル）Z1-Rは発売当初より主として北米メディアにより、「小さなタンク」（13リッター）、「進歩していないエンジン」（馬力アップはしたが対他社の優位性は失われつつあった）、「薄いシートに野蛮なサスペンション」（フロント18インチ化によるトレール量不足が招く高速域でのウォブリング）と酷評され、また、集合管システムによる1本出しのマフラーは左右対称を好む北米人にはあまり歓迎されなかった。
これらの点を洗いなおして1978年に発売されたのが1979年型Z1R-II (KZ1000-D3) である。
- フレームとエンジンのベースをZ1000からZ1000MKIIへ変更
- フロント19インチホイール
- フロントフォークステムのショートオフセット化（60mm→50mm、トレール量確保と軸間距離の最適化）
- 燃料タンク容量アップ
- “4 in 2”マフラー

同年発売のZ1000MKIIベースとなったエンジンは、カムカバーが角型になったほかZ1000MKIIと形状の異なる専用マフラーなどの採用によって出力も僅かだがZ1000MKIIより高いものとした。Z1の強化版のZ1000からダウンチューブの一部を二重鋼管としたZ1000MKIIベースのフレームとなった。カラーリングも黒と赤の2色が用意された（1980年モデルは黒1色のみ）。
Z1R-IIとZ1-Rのエンブレム表示の違い
車名であるZ1-Rは、Z1000の後にZ1-Rが表示され「1」と「R」の間にハイフン（「-」）があるが、Z1R-IIではZ1000の表示がなく「R」と「II」の間にハイフンが入る。
複数のサイドカバーエンブレム
Z1R-II のサイドカバーエンブレムには、「Z1R-II」だけでなく「Z1-R」の2種類が存在する。これはZ1-Rでの18インチフロントホイールのリコール問題を生じたヨーロッパ市場では別車種であることを強調したいという狙いがあったのに対し、北米市場では良く売れたZ1-Rの単なる次年度モデルであるとのイメージを作りたかったカワサキの意向によるものである。